# Parti socialiste panafricain
Le Parti socialiste panafricain en abrégé PSP, était un parti politique togolais créé au début des années 1990. L'activiste et homme politique Tavio Amorin, assassiné en 1992, était le secrétaire général et l'un des principaux leaders. Le PSP prônait le socialisme et le panafricanisme comme doctrine,,. 